# Placodus
Famille
Genre
Espèces de rang inférieur
- † Placodus gigas Agassiz, 1833
- † Placodus inexpectatus Jiang, Da-Yong, et al., 2008

Placodus est un genre éteint de sauropsidiens de l'ordre fossile des placodontes ayant vécu pendant le Trias moyen, il y a environ entre 247 et 237 Ma (millions d'années).

## Description
Placodus gigas (Agassiz, 1833) mesurait 2,5-3 mètres de long. Il était amphibie et son corps était protégé par des plaques osseuses. Placodus possédait de longues dents courbés vers l'avant qui lui permettaient d'attraper les coquillages et les crustacés. Des restes de Placodus ont été découverts en France, en Allemagne, en Italie et en Pologne.
Une seconde espèce a été rattachée au genre en 2008 : Placodus inexpectatus Jiang et al. , 2008. Cette espèce représentée par un spécimen complet a été découverte dans la formation de Guanling dans la province de Guizhou en Chine.

## Classification

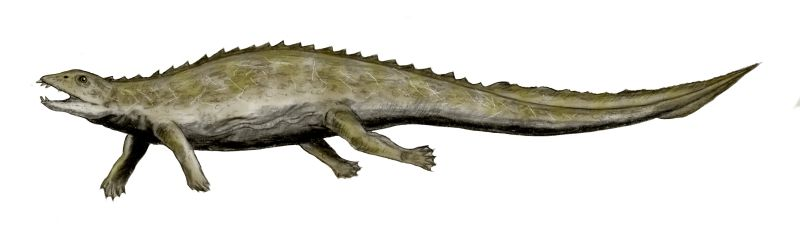
Restitution de Placodus gigas par le paléoartiste Nobu Tamura.

- Classe Sauropsida
  - Super-ordre Sauropterygia
    - Ordre Placodontia
      - Super-famille Placodontoidea
        - Famille Paraplacodontidae
          - Genre Paraplacodus

        - Famille Placodontidae
          - Genre Placodus

      - Super-famille Cyamodontoidea
        - Famille Henodontidae
          - Genre Henodus

        - Famille Cyamodontidae
          - Genre Cyamodus
          - Genre Protenodontosaurus

        - Famille Placochelyidae
          - Genre Placochelys
          - Genre Psephoderma

      - incertae sedis
        - Genre Saurosphargis